# Jardin botanique d'Évreux
Le jardin botanique d’Évreux est un ancien jardin collectif des moines franciscains capucins d’Évreux situé dans le quartier Pannette à Évreux en Normandie). Il est réaménagé entièrement au XIXe siècle en profitant de la pente du terrain.

## Collection botanique
Au XVIIIe siècle, Charles-Germain de Saint-Aubin dresse un inventaire assez complet des collections de ce jardin botanique. Cet inventaire fait l'objet d'une rénovation en 2017 dans le cadre du plan local urbanisme d'Évreux Portes de Normandie. Il est décrit par les voyagistes et guide touristique comme « le poumon vert » de la ville d’Évreux[pertinence contestée] tant il y a relativement peu de parc et jardin public à Évreux[source secondaire souhaitée].
Ces collections de fleurs et d'arbres sont mentionnées dès 1833 dans le recueil de la Société libre de l'Eure, société savante euroise crée sous le directoire et reconnue d'utilité publique sous la monarchie de Juillet. Les collections de tulipes et de roses sont mentionnées dans le roman d'Aurélien Scholl, Fleurs d’adultère, dont l'intrigue se passe au jardin botanique d’Évreux.

## Collection zoologique
La serre tropicale est restaurée en 2018 avec une architecture bioclimatique faite de matériaux biosourcés et en accord avec les nouvelles directives gouvernementales en matière d’environnement et de lutte contre le réchauffement climatique. Elle abrite une importante collection de gazelles et d'autruches.